# サンギナリン
サンギナリン (Sanguinarine) は、毒性のある多環アンモニウムイオンである。名前の由来となったカナダケシなどカナダケシ（サンギナリア）属のほか、アザミゲシ、ケナシチャンパギク、クサノオウ、タケニグサなどのさまざまなケシ科の植物から抽出される。橙色を呈しており、これらの植物から殺虫剤・殺菌剤のサプリメントとして製造される粉末～液状で、濃縮されているために製品の色調は、濃い橙色の色彩をしている。

## 毒性
サンギナリンは、膜貫通タンパク質であるNa+/K+-ATPアーゼに作用して動物細胞を殺す毒である。流行性水腫は、サンギナリンを摂取することによる病気である。
皮膚に触れると、死んだ組織の大きなかさぶたができる。そのため、サンギナリンは痂皮性を持つと言われる。漢方薬の外用薬として、先に記したこの成分を含む植物の乳汁を塗布したりするが、多量の塗布は避けた方が望ましい。

## 代替医療と利用
ネイティブ・アメリカンは、かつて催吐薬、呼吸器の補助、その他さまざまな病気の治療のために北アメリカ大陸のカナダ東部～アメリカ合衆国北東部が原産で、自生していたカナダケシなどのカナダケシ（サンギナリア）属の植物を用いていた。アメリカ植民地では、カナダケシ（サンギナリア）属の植物が由来のサンギナリンがいぼ治療薬として用いられた。1869年にウィリアム・クックのThe Physiomedical Dispensatoryの中にサンギナリンの製法と使用法の情報が記載された。1920年代から1930年代には、ジョン・ヘンリー・ピンカードが販売した薬品"Pinkard's Sanguinaria Compound"の主成分として用いられた。ピンカードはこの化合物を「肺炎、咳、肺の弱り、喘息、また腎臓、肝臓、膀胱、胃の不調を治療し、血液や神経にも良い」と宣伝した。1931年、ピッカードの主張が詐欺であると判断した連邦当局により、この化合物のいくつかのサンプルが押収された。ピッカードは法廷で有罪を認め、25.00ドルの罰金刑を受け入れた。
最近では、多くの代替医療の企業がカナダケシ（サンギナリア）属の植物が由来のサンギナリンを癌の治療法として宣伝している。しかし、アメリカ食品医薬品局は、カナダケシ（サンギナリア）属の植物やその他のサンギナリン含有植物を含む製品の抗がん作用は証明されておらず、そのため使用は避けるべきと警告している。実際、このような製品の経口摂取は口腔癌の前兆と考えられる白板症と関連している。さらに、皮膚癌治療のため皮膚にサンギナリンを接触させると、大きな傷跡を残す一方で、皮膚内の癌細胞は生存し続ける。そのため、皮膚癌治療には推奨されない。
日本では、この成分を含む植物のケナシチャンパギク、クサノオウ、タケニグサの生乳汁をタムシ、インキンタムシ、ハタケなどの治療に塗布して使用していた。迷信で、タケニグサ、ケナシチャンパギクの乳汁をふくらはぎに塗布すると、運動会などの徒競走で速く走ることができるようになるといわれ、実際に塗布して逆に走れなくなったが、この草の乳汁のせいだと言っても、誰も信じなかったという。
静岡大学で、タケニグサから抽出のサンギナリンを含むエキスを、津波で壊滅した土地に散布すると、再び植物が生育出来る環境を造る性質が有る事が判明し、静岡市の海岸地区で実験が行われている。

## 生合成
植物では、サンギナリンの生合成は、4-ヒドロキシフェニル-アセトアルデヒドとドーパミンから始まる。これら2つの化合物が結合してノルコクラウリンを形成し、さらにメチル基が付加してN-メチルコクラウリンとなる。次に酵素N-メチルコクラウリン-3'-モノオキシゲナーゼ (CYP80B1) がヒドロキシル基を付加し、3'-ヒドロキシ-N-メチルコクラウリンとなり、もう1つのメチル基が付加してレチクリンとなる。
この時点までのサンギナリンの生合成は、モルヒネの生合成と実質的に相同である。しかし、モルヒネの場合はコデイノンに変換されるが、レチクリンはベルベリン架橋酵素によりスクレリンに変換される。そのため、ここはサンギナリン生合成の重要な段階である。スクレリンがどのような経路を辿るかは完全に分かっていないが、最終的にジヒドロサンギナリンに変換され、さらにジヒドロベンゾフェナントリジンオキシダーゼの作用でサンギナリンとなる。

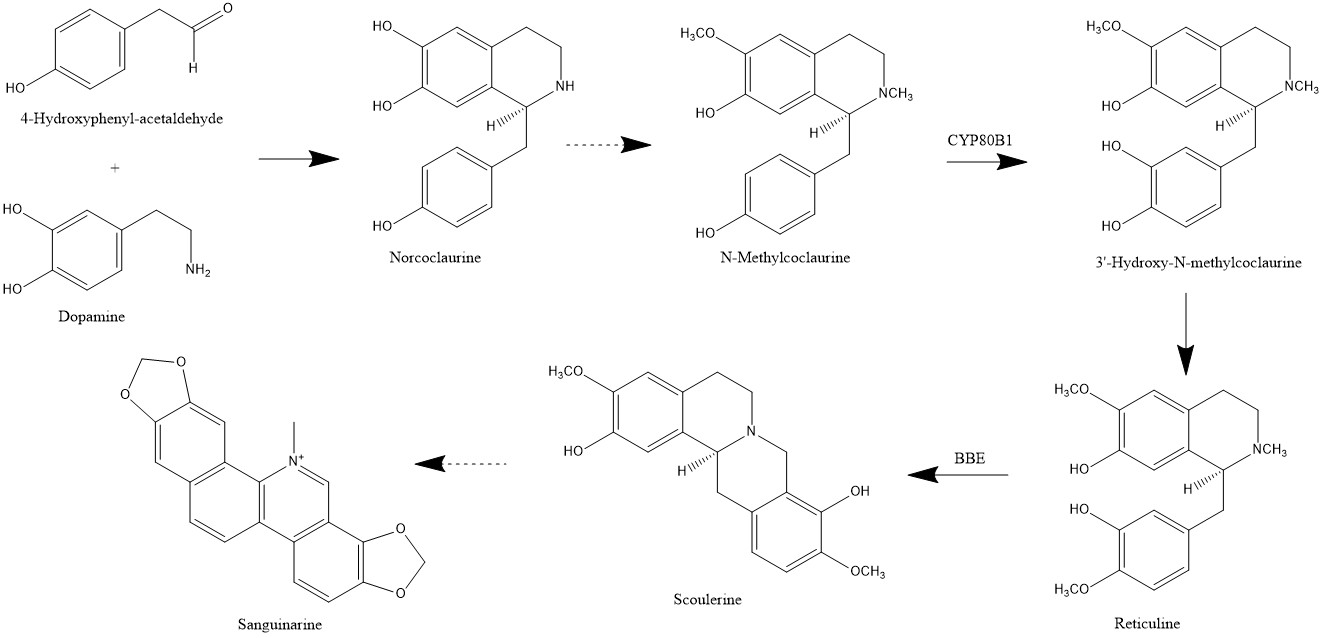
サンギナリンの生合成